# ارنست نیدهام
ارنست نیدهام (به انگلیسی: Ernest Needham) بازیکن فوتبال زادهٔ ۲۰ ژانویه ۱۸۷۳ اهل کشور انگلستان بود که سابقهٔ بازی در تیم ملی فوتبال انگلستان را در کارنامهٔ خود دارد. وی در تاریخ ۷ آوریل ۱۸۹۴ نخستین بازی ملی خود را در مقابل تیم ملی فوتبال ولز انجام داد و با حضور در ۱۶ بازی ملی، در تاریخ ۳ مارس ۱۹۰۲ واپسین بازی ملی‌اش را در برابر تیم ملی فوتبال اسکاتلند برگزار کرد.
این بازیکن توانسته در بازی‌های ملی، ۳ گل به ثمر برساند.